# Henrique Almeida
Henrique Almeida Caixeta Nascentes, conhecido como Henrique Almeida (Brasília, 27 de maio de 1991) é um futebolista brasileiro que atua como atacante. Atualmente joga no Amazonas.

## Carreira

### São Paulo
Foi destaque no Tricolor Paulista na Copa São Paulo de Futebol Júnior de 2009, onde foi o artilheiro da equipe.
Integrado aos profissionais em fevereiro de 2009, Henrique fez sua estreia contra o Mogi Mirim, na derrota por 2 a 0, atuando poucos minutos. Um ano depois, faz seu primeiro gol pelo São Paulo na vitória sobre o Grêmio Barueri por 3 a 1 no Campeonato Paulista.

### Vitoria
Em 2010, sem chances no time titular, foi emprestado ao Vitória. Marcou seus dois primeiros gols pelo rubro-negro em 15 de agosto de 2010, na vitória por 4 a 2 sobre o Santos. Ao fim do ano, com o rebaixamento do clube baiano no Campeonato Brasileiro, retornou ao São Paulo.

### Granada
No início de 2012, sem chances de atuar, transferiu-se para o Granada, por um empréstimo de 6 meses..

### Sport
Em maio, Henrique foi contratado por empréstimo pelo Sport, chegando somente em 20 de junho com um contrato que dura até o final de 2012.

### Botafogo
Em 2013, o Botafogo comprou 50% dos seus direitos econômicos por 1 milhão de dólares. O ex-são-paulino chega ao Rio com a árdua missão de substituir, em campo e, principalmente, no coração dos botafoguenses, Loco Abreu, negociado com o Nacional, do Uruguai, sua terra natal. Henrique, no entanto, se disse tranquilo, afirmando que o sentimento da torcida para com o antigo ídolo não deve "interferir em nada."
Após não ter espaço no Botafogo, Henrique foi emprestado por 1 ano e meio ao Real Madrid Castilla, após esse período emprestado, foi fixado um valor se o Real Madrid caso queira mantê-lo no time. No dia 9 de setembro de 2013, o Real Madrid Castilla sem conseguir inscrevê-lo a tempo na federação local por um atraso por parte do clube carioca no envio dos documentos, assim, o jogador voltou ao Botafogo.

### Bahia
Fora dos planos do Botafogo, Henrique foi emprestado ao Bahia até o fim do ano.

### Coritiba
Em julho de 2015 Henrique foi emprestado ao Coritiba até o final do ano, onde foi destaque da equipe no campeonato brasileiro, disputando 20 jogos (Todos como titular) e marcando 12 gols. No Clube paranaense, o jogador viveu o melhor momento de sua carreira, tendo marcando gols decisivos e auxiliado diretamente a equipe na luta contra descenso.

### Grêmio
No dia 03 de fevereiro de 2016, acertou com o Grêmio por quatro temporadas. Estreou no dia 12 de fevereiro, em uma derrota por 0x2 para o São José de Porto Alegre.
Após ser substituído em partida contra o Athletico Paranaense, Henrique fez um gesto obsceno para a torcida, mostrando o dedo do meio. Após o caso o atleta pagou uma multa e se retratou com o clube e aos torcedores.

### Retorno ao Coritiba
Sem espaço no Grêmio o jogador foi cedido ao Coritiba para a temporada 2017. No clube paranaense alcançou a titularidade, mas acabou sendo rebaixado para a Segunda Divisão do Campeonato Brasileiro. Ao término da competição, o jogador se envolveu em uma polêmica após postar uma foto em Paris, na França, dois dias depois do rebaixamento do clube, causando ira da torcida alviverde..

### Giresunspor
Em 28 de janeiro de 2018, foi emprestado por 6 meses ao Giresunspor, da segunda divisão da Turquia.

### Chapecoense
Com contrato encerado no Giresunspor, Henrique Almeida voltou para o Brasil, mas sem espaço no Grêmio, foi cedido ao time da Chapecoense por empréstimo.

### Goiás
Em janeiro de 2020, o Goiás confirmou a contratação do jogador.

### Retorno à Chapecoense
Em agosto de 2021, a Chapecoense anunciou a contratação do atleta para sua segunda passagem pelo clube.

### América Mineiro
Henrique Almeida foi anunciado como reforço do América Mineiro em janeiro de 2022, com um contrato de duração até o fim do mesmo ano.

## Seleção Brasileira
No dia 1 de agosto de 2011 marcou o gol de número 200 na história da Seleção Brasileira Sub-20 em Mundiais da categoria. No mesmo campeonato foi campeão, artilheiro e melhor jogador da competição e retornou ao São Paulo com um contrato e salário maior.

## Estatísticas
Até 27 de novembro de 2019.
| Clube             | Temporada         | Campeonato Nacional | Campeonato Nacional | Copa Nacional | Copa Nacional | Competição Internacional¹ | Competição Internacional¹ | Outros Torneios² | Outros Torneios² | Total | Total |
| Clube             | Temporada         | Jogos               | Gols                | Jogos         | Gols          | Jogos                     | Gols                      | Jogos            | Gols             | Jogos | Gols  |
| ----------------- | ----------------- | ------------------- | ------------------- | ------------- | ------------- | ------------------------- | ------------------------- | ---------------- | ---------------- | ----- | ----- |
| São Paulo         | 2009              | 2                   | 0                   | 0             | 0             | 0                         | 0                         | 1                | 0                | 3     | 0     |
| São Paulo         | 2010              | 0                   | 0                   | 0             | 0             | 0                         | 0                         | 7                | 1                | 7     | 1     |
| São Paulo         | 2011              | 12                  | 1                   | 2             | 0             | 0                         | 0                         | 7                | 2                | 21    | 3     |
| São Paulo         | Total             | 14                  | 1                   | 2             | 0             | 0                         | 0                         | 15               | 3                | 31    | 4     |
| Vitória           |                   |                     |                     |               |               |                           |                           |                  |                  |       |       |
| 2010              | 17                | 4                   | 0                   | 0             | 0             | 0                         | 0                         | 0                | 17               | 4     |       |
| Total             | 17                | 4                   | 0                   | 0             | 0             | 0                         | 0                         | 0                | 17               | 4     |       |
| Granada           |                   |                     |                     |               |               |                           |                           |                  |                  |       |       |
| 2011-12           | 6                 | 0                   | 0                   | 0             | 0             | 0                         | 0                         | 0                | 6                | 0     |       |
| Total             | 6                 | 0                   | 0                   | 0             | 0             | 0                         | 0                         | 0                | 6                | 0     |       |
| Sport             |                   |                     |                     |               |               |                           |                           |                  |                  |       |       |
| 2012              | 16                | 4                   | 0                   | 0             | 0             | 0                         | 0                         | 0                | 16               | 4     |       |
| Total             | 16                | 4                   | 0                   | 0             | 0             | 0                         | 0                         | 0                | 16               | 4     |       |
| Botafogo          |                   |                     |                     |               |               |                           |                           |                  |                  |       |       |
| 2013              | 13                | 0                   | 4                   | 0             | 0             | 0                         | 6                         | 0                | 23               | 0     |       |
| 2014              | 0                 | 0                   | 0                   | 0             | 5             | 1                         | 13                        | 4                | 18               | 5     |       |
| 2015              | 1                 | 0                   | 3                   | 0             | 0             | 0                         | 1                         | 0                | 5                | 0     |       |
| Total             | 14                | 0                   | 7                   | 0             | 5             | 1                         | 20                        | 4                | 46               | 5     |       |
| Bahia             |                   |                     |                     |               |               |                           |                           |                  |                  |       |       |
| 2014              | 25                | 2                   | 3                   | 1             | 3             | 1                         | 0                         | 0                | 31               | 4     |       |
| Total             | 25                | 2                   | 3                   | 1             | 3             | 1                         | 0                         | 0                | 31               | 4     |       |
| Coritiba          |                   |                     |                     |               |               |                           |                           |                  |                  |       |       |
| 2015              | 20                | 12                  | 0                   | 0             | 0             | 0                         | 0                         | 0                | 20               | 12    |       |
| 2017              | 32                | 7                   | 2                   | 0             | 0             | 0                         | 13                        | 5                | 47               | 12    |       |
| Total             | 52                | 19                  | 2                   | 0             | 0             | 0                         | 13                        | 5                | 67               | 24    |       |
| Grêmio            |                   |                     |                     |               |               |                           |                           |                  |                  |       |       |
| 2016              | 17                | 1                   | 1                   | 0             | 4             | 1                         | 11                        | 1                | 33               | 3     |       |
| Total             | 32                | 7                   | 2                   | 0             | 0             | 0                         | 13                        | 5                | 47               | 12    |       |
| Giresunspor       |                   |                     |                     |               |               |                           |                           |                  |                  |       |       |
| 2017–18           | 12                | 3                   | 2                   | 0             | 0             | 0                         | 0                         | 0                | 14               | 3     |       |
| Total             | 12                | 3                   | 2                   | 0             | 0             | 0                         | 0                         | 0                | 14               | 3     |       |
| Belenenses        |                   |                     |                     |               |               |                           |                           |                  |                  |       |       |
| 2018–19           | 19                | 5                   | 0                   | 0             | 0             | 0                         | 0                         | 0                | 19               | 5     |       |
| Total             | 19                | 5                   | 0                   | 0             | 0             | 0                         | 0                         | 0                | 19               | 5     |       |
| Chapecoense       |                   |                     |                     |               |               |                           |                           |                  |                  |       |       |
| 2019              | 12                | 3                   | 0                   | 0             | 0             | 0                         | 0                         | 0                | 12               | 3     |       |
| Total             | 12                | 3                   | 0                   | 0             | 0             | 0                         | 0                         | 0                | 12               | 3     |       |
| Total na Carreira | Total na Carreira | 185                 | 37                  | 17            | 1             | 12                        | 2                         | 59               | 13               | 271   | 54    |

¹Em competições continentais, incluindo jogos e gols da Copa Libertadores e Copa Sul-Americana.

²Em outros, incluindo jogos e gols pelo Campeonato Estadual.

## Títulos
Botafogo
- Taça Guanabara: 2013 e 2015
- Taça Rio: 2013
- Campeonato Carioca: 2013

Grêmio
- Copa do Brasil: 2016

Coritiba
- Campeonato Paranaense: 2017

Amazonas
- Campeonato Amazonense: 2025[22]

Seleção Brasileira
- Copa Sendai: 2010
- Sul-Americano Sub-20: 2011
- Copa do Mundo FIFA Sub-20: 2011

### Prêmios individuais
Seleção Brasileira
- Mundial Sub-20: 2011 (Bola de Ouro)
- Mundial Sub-20: 2011 (Chuteira de Ouro)

### Artilharias
Seleção Brasileira
- Mundial Sub-20: 2011 (5 gols)